# Velburg
Velburg é uma cidade da Alemanha localizado no distrito de Neumarkt, região administrativa de Oberpfalz, estado de Baviera.